# 斯捷潘·拉辛
斯捷潘·季莫費耶維奇·拉辛（俄语：Степа́н Тимофе́евич Ра́зин；1630年—1671年6月11日），哥萨克领袖，1670年至1671年在俄罗斯南部曾领导了一场反抗俄罗斯沙皇和贵族的大规模起义。
斯捷潘·拉辛幼年家境贫寒，被送给顿河哥萨克军队首领克·雅科夫列夫做义子。后在哥萨克军中渐具声誉。1667年春聚众在顿河一带劫富济贫，队伍不断扩大。1670年，拉辛在潘申城召开会议，提出保卫皇室、讨伐领主与贵族的起义计划。率骑兵万余人向伏尔加河流域进发，先后攻克察里津（今伏尔加格勒）、阿斯特拉罕、萨拉托夫、萨马拉等城，建立了市政权，哥萨克骑兵队伍中包括鞑靼人、莫尔多瓦人、楚瓦什人。在辛比尔斯克（今乌里扬诺夫斯克）附近战役中，拉辛被沙皇阿列克谢的军队击败，身受重伤，败退回到南方草原，次年拉辛被哥萨克酋长捕获，押解到莫斯科被砍头分尸。十月革命后，苏维埃政府为他建立了纪念碑。